# SMS Württemberg
Le SMS Württemberg est le quatrième cuirassé de type Dreadnought de classe Bayern construit pour la Kaiserliche Marine pour remplacer le SMS Kaiser Wilhelm II. Il porte le nom de Royaume de Wurtemberg.

## Histoire
Inachevé pour cause de restriction des matériaux avant la fin de la guerre, il est supprimé des listes par le Traité de Versailles de 1919, traité de paix entre l'Allemagne et la France interdisant désormais la construction de navire de guerre de plus de 10 000 tonnes.
Il est vendu en 1921 pour être détruit à l'arsenal de Hambourg.